# Tooltip
tooltip или infotip или hint је уобичајни елемент Графичког корисничког интерфејса. Користи се у комбинацији са курсором. Када корисник курсором пређе преко објекта, а да не кликне на објекат, tooltip се може појавити - мала "мали правоугаоник" са информацијама о ставци преко које је прешао курсор.Tooltips се обично не појављује на мобилним оперативним системима, због тога што немају курсор (мада tooltips се може појавити када се користи миш).

## Варијанте
Заједничка варијанта, нарочито у старијим програмима, приказује опис алата у статусној траци. Још један систем, на старим Маc ОS верзијама, који има за циљ да реши исти проблем, али на мало другачији начин, је ballon help. Microsoft је измислио још једну етикету ScreenTip и користи га у својој крајњој корисничкој документацији.

## Примери
Демонстрације коришћења tooltip превладавају на веб страницама. Многи графички веб прегледачи приказују атрибут  title  HTML елемената као tooltip када корисник пређе курсором изнад тог елемента; у таквим прегледачима је могуће прећи преко Википедиа слика и hyperlink-ова и видети како се tooltip појављује. Неки прегледачи, посебно Microsoft's Internet Explorer (пре верзије 7), ће такође приказати  alt  атрибут слике као tooltip на исти начин, ако је  alt  атрибут наведен и  title  атрибут није. Ово је некоректно понашање  alt  атрибута према W3C спецификацији Ако је  title  атрибут такође наведен, то ће променити  alt  атрибут са tooltip садржајем. 
CSS, HTML, и JavaScript дозвољавају веб дизајнерима да направе прилагођен tooltip.

## Име
Термин  tooltip  пореклом из старијих Microsoft апликација (као Microsoft Word 95), који је имао toolbar, где померањем миша преко тастера (иконе на траци са алаткама) показују те tooltip-ове , кратак опис функције алатке у toolbar-у. . Однедавно , ова објашњења се користе у различитим деловима са интерфејсом, не само на tollbar-у.